# 9º Mando Regional de Apoyo
El 9º Mando Regional de Apoyo (9.º MSC) es una unidad de Reserva del Ejército de los Estados Unidos ubicada en Fort Shafter, Honolulu, Hawái'i .
El 9º Comando de Apoyo a la Misión es un Comando de Reserva del Ejército de EE. UU. bajo el control operativo del Ejército del Pacífico de EE. UU . Con sede en Honolulu, Hawái, el comando está formado por aproximadamente 3.500 soldados de reserva del ejército y 160 civiles en todo el Pacífico, incluidos Hawái, Alaska, Samoa Americana, Japón, Corea, Guam y Saipán.
El 9º MSC participa en todo el ámbito de Asia y el Pacífico, brindando fuerzas entrenadas y listas para operaciones de contingencia en el extranjero, desempeñando un papel vital en aproximadamente 20 ejercicios del Programa de Cooperación de Seguridad del Teatro del Pacífico del Ejército de EE. UU. y proporcionando personal de batalla clave en apoyo de la Fuerza de Tarea Conjunta Patria. Defensa.
El 9.º Comando de Apoyo a la Misión (MSC) fue designado originalmente como IX Cuerpo (Aumento) y se organizó el 16 de enero de 1962. En ese momento era parte integral del IX Cuerpo del Ejército Activo. El cuartel general del IX Cuerpo se constituyó por primera vez el 29 de julio de 1921 en las Reservas Organizadas para proporcionar Mando a las Unidades de Reserva. Aunque el Cuerpo no fue activado, permaneció en las listas organizativas del Ejército, para ser llamado cuando fuera necesario. El 1 de octubre de 1933, el Cuerpo fue trasladado a la lista de Servicio Activo, aunque permaneció desactivado.
En 1940, se activó en Ft. Lewis, Washington. Inmediatamente comenzó a entrenar unidades de combate en preparación para el despliegue. Un año después, el IX Cuerpo tomó el mando del área de preparación de Camp Murray en Washington, responsable del entrenamiento de las fuerzas de la Guardia Nacional del Ejército, las Unidades en Servicio Activo y de Reserva. Tras el ataque a Pearl Harbor a finales de 1941, el IX Cuerpo fue asignado a tareas defensivas en la costa oeste de los Estados Unidos. En 1944 fue desplegado en el Golfo de Leyte, Islas Filipinas, donde fue encargado de preparar al Décimo Ejército de Estados Unidos para la invasión de Okinawa. En Leyte, al IX Cuerpo se le asignó la tarea de planificar la Operación Olímpica, la invasión de las islas de origen de Japón, específicamente la isla de Kyushu. Después de la Segunda Guerra Mundial fue asignado al Octavo Ejército de los EE. UU. para tareas de ocupación en Japón.
El IX Cuerpo fue desactivado en marzo de 1950, pero fue reactivado en agosto de ese mismo año en Ft. Sheridan, Illinois. Fue enviado a Corea, donde participó en la exitosa expulsión de las fuerzas comunistas de Corea del Sur. Por su destacado servicio, la unidad recibió dos Menciones de Unidad Presidencial de la República de Corea y nueve honores de campaña. El IX Cuerpo luchó duro y bien en Corea. La unidad estuvo en la línea durante todo el conflicto y siempre causó más bajas al enemigo de las que sufrió. Los ejemplos de valor y sacrificio fueron numerosos. Un ejemplo de ello es la Cruz por Servicio Distinguido ganada por el teniente general comandante del IX Cuerpo Reuben E. Jenkins en Chorwon. En 1954, se ordenó que la unidad regresara a Japón. En 1956, se trasladó a Okinawa para pasar a formar parte del cuartel general, las islas Ryukyu. En 1961, el IX Cuerpo se convirtió en Comando Subordinado Mayor del Ejército de los EE. UU. en el Pacífico. En ese momento era parte integral del IX Cuerpo del Ejército Activo, y participaba con el Cuerpo en Ejercicios de Puesto de Mando para su Entrenamiento Anual. La naturaleza de estos ejercicios en la década de 1960 fue única en el sentido de que el IX Cuerpo ahora tenía un elemento de Reserva en Hawái y un elemento en servicio activo en Okinawa. Esto generó una excelente cooperación y coordinación entre la Reserva del Ejército y el Ejército Activo. Los ejercicios fueron realistas. Los ejercicios de la Organización del Tratado del Sudeste Asiático (SEATO) en Tailandia se produjeron mientras la guerra de Vietnam estaba en pleno apogeo. Los soldados del IX Cuerpo tenían una mejor comprensión de la naturaleza de la guerra de Vietnam antes que el resto del Ejército. Estos ejercicios incluyeron la continuación de Yama Sakura con Japón, Coral Sands en el que las tropas del IX Cuerpo participaron en un asalto anfibio a Molokai con componentes del Ejército y la Armada Activos, Trupenamt II y Triad 81 con las Fuerzas de Australia y Nueva Zelanda.
El 27 de abril de 1987, el Comando fue redesignado como IX Cuerpo (Refuerzo). El 1 de octubre de 1995, el Comando pasó a llamarse 9º Comando de Reserva del Ejército de EE. UU. tras la inactivación del IX Cuerpo, un mes antes en Camp Zama, Japón. El Comando se trasladó a su ubicación actual en Fort Shafter Flats desde Fort DeRussy en diciembre de 1997.
La organización experimentó varios años de reorganización y reestructuración para establecer una Fuerza de Reserva del Ejército del Pacífico más relevante, preparada e indispensable. Como resultado, el Comando fue redesignado como 9.º Comando de Apoyo Regional el 31 de enero de 1998, luego redesignado como 9.º Comando de Preparación Regional el 4 de noviembre de 2002 y nuevamente redesignado a su organización actual como 9.º Comando de Apoyo a la Misión. (MSC) el 16 de abril de 2008.

## Unidades subordinadas
Las unidades subordinadas del 9.º Comando de Apoyo a la Misión en 2017 son:
- Unidad de Apoyo al Pacífico del Ejército de EE. UU., en Honolulu, Hawái
- Tercer grupo de apoyo a la movilización, en Anchorage, Alaska
- 658.º Grupo de Apoyo Regional, en Seúl, Corea del Sur : apoyo a operaciones de base, activado en octubre de 2011.
- Grupo de apoyo al teatro del Pacífico, en Honolulu, Hawái
- 303.a Brigada de Mejora de Maniobras, en Honolulu, Hawái
- 322.a Brigada de Asuntos Civiles, en Honolulu, Hawái
- 4960.a Brigada de Entrenamiento Multifuncional, en Honolulu, Hawái
- 1984.° Hospital del Ejército de EE. UU., en Honolulu, Hawái
- 302.o Batallón de la Terminal de Transporte, en Honolulu, Hawái
- 411.o Batallón de Ingenieros, en Honolulu, Hawái
- El 100.º Batallón /442.º Regimiento de Infantería, en Honolulu, Hawái [1]